# Edna Murphy
Pour les articles homonymes, voir Murphy.
Edna Murphy est une actrice américaine, née Elizabeth Edna Murphy le 17 novembre 1899 à New York (État de New York), morte le 3 août 1974 à Santa Monica (Californie).

## Biographie

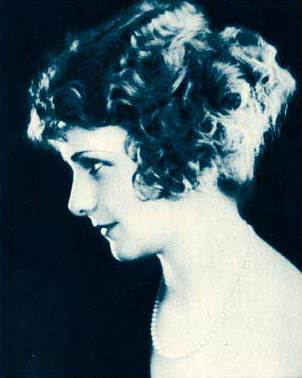
En 1924

Durant la période du muet, Edna Murphy contribue à soixante-quatorze films américains, le premier étant To the Highest Bidder de Tom Terriss (avec Alice Joyce et Walter McGrail), sorti en 1918. Parmi ses autres films muets, mentionnons le serial Fantômas d'Edward Sedgwick (1920, avec Henry Armetta, réputé perdu), deux films de Maurice Tourneur, La Phalène blanche (1924, avec Barbara La Marr et Conway Tearle) et Le Corsaire aux jambes molles (1926, avec Leon Errol et Dorothy Gish), ainsi que le court métrage Scandale à Hollywood de Fred Guiol (1926, où elle est l'épouse d'Oliver Hardy). Signalons aussi sept westerns, dont The Galloping Kid (en) de Nat Ross (1922, avec Hoot Gibson) et The Sunset Legion de Lloyd Ingraham et Alfred L. Werker (1928, avec Fred Thomson).
Elle apparaît également dans dix-huit films parlants, dont le musical The Show of Shows de John G. Adolfi (1929, avec Frank Fay en maître de cérémonie), Little Johnny Jones de Mervyn LeRoy (1929, avec Edward Buzzell) et Behind Office Doors de Melville W. Brown (1931, avec Mary Astor et Ricardo Cortez). Son dernier film sort en 1933, après lequel elle se retire définitivement.

## Filmographie partielle

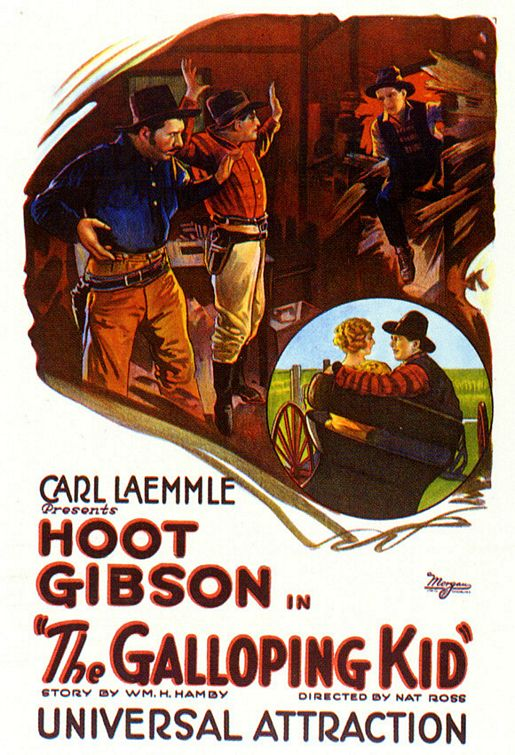
Poster de The Galloping Kid (1922)

- 1918 : To the Highest Bidder de Tom Terriss : Jennie
- 1919 : Puppy Love de Roy William Neill : rôle non-spécifié
- 1920 : La Femme flétrie (The Branded Woman) d'Albert Parker : Vivian Bolton
- 1920 : Fantômas d'Edward Sedgwick (serial) : Ruth Harrington
- 1920 : A Philistine in Bohemia d'Edward H. Griffith (court métrage) : Kate
- 1921 : Play Square de William K. Howard : Betty Bedford
- 1921 : Live Wires d'Edward Sedgwick : Rena Austin
- 1921 : The Jolt de George Marshall : Georgette
- 1921 : Dynamite Allen de Dell Henderson : Betty Reed
- 1922 : The Ordeal de Paul Powell : Helen Brayshaw
- 1922 : Don't Shoot de Jack Conway : Velma Gay
- 1922 : Caught Bluffing de Lambert Hillyer : Doris Henry
- 1922 : The Galloping Kid de Nat Ross : Helen Arnett
- 1922 : Paid Back d'Irving Cummings : Eloise Hardy
- 1923 : Suprême Amour (en) (Nobody's Bride) d'Herbert Blaché : Doris Standish
- 1923 : The Man Between de Finis Fox : Zephne Lamont
- 1923 : Her Dangerous Path de Roy Clements : Corinne Grant
- 1923 : Le Roi de l'air (Going Up) de Lloyd Ingraham : Madeline Manners
- 1924 : After the Ball de Dallas M. Fitzgerald : L'épouse d'Arthur
- 1924 : Dans les mailles du filet (Into the Net) de George B. Seitz
- 1924 : Leatherstocking de George B. Seitz (serial) : Judith Hutter
- 1924 : La Phalène blanche (The White Moth) de Maurice Tourneur : Gwen
- 1924 : Daughters of Today de Rollin S. Sturgeon : Mabel Vandegrift
- 1924 : The King of the Wild Horses de Fred Jackman : Mary Fielding
- 1925 : A Man Must Live de Paul Sloane : Eleanor Ross-Fayne
- 1925 : Wildfire de T. Hayes Hunter : Myrtl Barrington
- 1925 : Ermine and Rhinestones de Burton L. King : Minnette Christie
- 1925 : His Buddy's Wife de Tom Terriss : Mary Mullaney
- 1926 : The Little Giant de William Nigh : Myra Clinton
- 1926 : Le Corsaire aux jambes molles (Clothes Make the Pirate) de Maurice Tourneur : Nancy Downs
- 1926 : Wives at Auction d'Elmer Clifton : Violet Kingston
- 1926 : Scandale à Hollywood (45 Minutes from Hollywood) de Fred Guiol (court métrage) : Em, l'épouse du détective
- 1926 : College Days de Richard Thorpe : Bessie
- 1926 : Oh, What a Night de Lloyd Ingraham : June Craig
- 1927 : Dearie d'Archie Mayo : Ethel Jordan
- 1927 : McFadden's Flats de Richard Wallace : Mary Ellen McFadden
- 1927 : Silver Comes Through de Lloyd Ingraham : Lucindy
- 1927 : The Black Diamond Express d'Howard Bretherton : Jeanne Harmon
- 1927 : Tarzan and the Golden Lion de J. P. McGowan : Betty Greystoke
- 1927 : His Foreign Wife de John P. McCarthy : Mary Jackson
- 1927 : Wilful Youth (en) de Dallas M. Fitzgerald : Edna Tavernay
- 1928 : The Sunset Legion de Lloyd Ingraham et Alfred L. Werker : Susan
- 1928 : My Man d'Archie Mayo : Edna Brand
- 1928 : Across the Atlantic d'Howard Bretherton : Phyllis Jones
- 1929 : The Bachelor's Club de Noel M. Smith : rôle non-spécifié
- 1929 : The Unkissed Man de Leo McCarey (court métrage) : rôle non-spécifié
- 1929 : The Greyhound Limited d'Howard Bretherton : Edna
- 1929 : Stolen Kisses de Ray Enright : Fanchon La Vere
- 1929 : The Show of Shows de John G. Adolfi : interprète du numéro Bicycle Built for Two
- 1929 : The Sap (en) d'Archie Mayo : Jane
- 1929 : Little Johnny Jones de Mervyn LeRoy : Vivian Dale
- 1930 : Second Choice d'Howard Bretherton : Beth Randall
- 1930 : Lummox d'Herbert Brenon : May Wallenstein
- 1930 : Dancing Sweeties (en) de Ray Enright : « Jazzbo » Gans
- 1931 : Finger Prints de Ray Taylor (serial) : Lola Mackey
- 1931 : Forgotten Women de Richard Thorpe : Trixie de Forrester
- 1931 : Anybody's Blonde de Frank R. Strayer : Myrtle Devoe
- 1932 : Girl of the Rio (en) d'Herbert Brenon : Madge